# العرامة (أسلم)

تعديل مصدري - تعديل

العرامة هي إحدى قرى عزلة أسلم الشام بمديرية أسلم التابعة لمحافظة حجة، بلغ تعداد سكانها 73 نسمة حسب تعداد اليمن لعام 2004.